# Тумас, Юозас
Юо́зас Ту́мас (лит. Juozas Tumas; 20 сентября 1869, деревня Малайшяй, Ковенская губерния — 29 апреля 1933, Каунас) — литовский писатель, драматург, критик, публицист, литературовед, церковный и общественный деятель. Известен также под литературным псевдонимом Юо́зас Ва́йжгантас (с русским вариантом имени Ио́сиф Ва́йжгантас; лит. Juozas Vaižgantas).

## Биография
Юозас Тумас родился в крестьянской семье в восточной Литве, недалеко от местечка Сведасай. Учился в Динабургской реальной гимназии (1881—1888). Испытал воздействие русской классической литературы (Л. Н. Толстой, И. С. Тургенев, Н. А. Некрасов) и нелегальных литовских периодических изданий. В 1888—1893 годах учился в Каунасе в духовной семинарии. По окончании назначен викарием католического прихода в Митаве. Включился в общественную национальную деятельность, в 1896—1904 годах руководил изданием клерикальной газеты „Tėvynės sargas“ («Страж Отчизны»; редактор с 1897 года). Церковные власти, недовольные такой его деятельностью, стали перемещать его с одного места службы на другое.
Был одним из организаторов Великого Вильнюсского сейма (1905). В 1906—1911 годах жил в Вильне и работал в редакциях газет «Вильняус жиниос» („Vilniaus žinios“; «Виленские вести», 1907), «Вильтис» („Viltis“; «Надежда», 1907—1911), позднее — «Рито гарсас» („Ryto garsas“; «Утренний голос», 1914). В 1911 году побывал в США.
В 1914 году был перемещён в Ригу, где он редактировал газету «Ригос гарсас» („Rygos garsas“; «Голос Риги»). Во время Первой мировой войны в 1915 году в Петрограде участвовал в деятельности комитета по оказанию помощи литовским беженцам. Стал учредителем Партии национального прогресса (Tautos Pažangos Partija), участвовал в представительных собраниях литовцев в Петрограде («Петроградский сейм») и Стокгольме.
В 1918 году вернулся в Литву и в Вильне участвовал в работе комитета помощи беженцам, издавал газету «Летувос айдас» („Lietuvos aidas“; «Эхо Литвы»), в 1919 году начал издание газеты «Неприклаусома Летува» („Nepriklausoma Lietuva“; «Независимая Литва»). В 1920 году перебрался в Каунас. Был назначен ректором костёла Витовта Великого (до 1932 года). В 1920 году редактировал газету «Таута» („Tauta“)
Одновременно работал на Гуманитарном факультете Литовского университета в Каунасе (с 1930 года именовался Университетом Витовта Великого): в 1922—1929 годах читал лекции по истории литовской литературы. В 1929 году удостоен звания почётного доктора.
Кроме того, писал художественные и публицистические произведения, редактировал различные газеты и журналы, участвовал в деятельности многочисленных политических, общественных, культурных организаций. Путешествовал по Италии (1931) и Швеции (1932). В 1932—1933 председатель Общества литовских писателей.
Похоронен в костёле Витовта Великого в Каунасе.

## Литературная деятельность
Один из самых продуктивных и многогранных литовских писателей, мастер прозы. Начал писать стихи и прозу ещё в реальной гимназии. Учась в семинарии, начал сотрудничать в клерикальной печати. Художественные произведения публиковал с 1897 года. На раннем этапе творчества писал главным образом мелкие очерки, небольшие по размеру драматические и прозаические произведения. Патриотических, морализующие, написанные живым, образным языком и не лишенные художественных достоинств, они вошли в сборники «Картины» (1902), «Сценические картины», «Аллегорические картины» (1906—1916).
Цикл рассказов о страданиях и бедствиях людей во время войны объединен в «Картины войны» (1914—1917).
В первые ряды литовской литературы Вайжгантас выдвинулся в 1920-е гг., когда обратился к созданию повестей «Дяди и тетки» (1921, самое популярное произведение), «Выродок», «Немой» (1930), «Жемайтский Робинзон» (1932), романа «Рак семьи» (1927—1929) о жизни ковенской интеллигенции в последнее десятилетие XIX века, эпопеи «Проблески. Картины борьбы за культуру» (вариант перевода названия «Просветы»; 1918—1920).
Трёхтомный роман «Проблески» представляет своего рода эпопею литовского национального возрождения и жизни Литвы в годы до революции 1905 года. По своей структуре роман не имеет единой фабулы, а слагается из целого ряда самостоятельных повестей, объединенных общей темой национальной жизни Литвы. Эпопеей Тумас-Вайжгантас занял место в первых рядах стилистов литовской прозы благодаря богатейшему языку, изобразительным средствам, черпаемым из повседневной жизни и быта, умению уловить характерные черты описываемых явлений и быта, широкой галерее живописных портретов.

## Критико-литературоведческая деятельность
По материалам своих университетских лекций издал биографические очерки о Майронисе, Антанасе Баранаускасе, Винцасе Кудирке, писал статьи о А. Венажиндисе, Венуолисе, Лаздину Пеледе и многих других литовских писателях. Тщательно собирал документально-фактический материал для своих историко-литературных работ, которые остаются важным источником сведений для исследователей литовской литературы.

## Издания
Собрания сочинений
- Vaižganto raštai: 19 t. («Сочинения», 19 т.). — Kaunas; Vilnius: Švyturys, 1922—1938.
- Raštai: 3 t. («Сочинения», 3 т.). — Kassel-Mattenberg, 1948.
- Rinktiniai raštai: 2 t. («Избранные сочинения», 2 т.). — Vilnius: Valst. grož. lit. l-kla, 1957.
- Raštai («Сочинения»). — Vilnius, 1994 — издание продолжается.

Книги
- Vaizdeliai. — Tilžė, 1902. — 60 p.
- Scėniškieji vaizdeljai. — Peterburgas, 1906. — 98 p.
- Šis tas: trys Vaižganto apysakėlės. — Shenandoah, 1906. — 18 p.
- Vaizdeliai. — Tilžė, 1908. — 60 p.
- Ten gera, kur mūsų nėra, arba neapleiskime Tėvynės!: (pasakojimai, kaip mūsų išeiviams sekasi Amerikoje). — Kaunas, 1912. — 224 p.
- Karo vaizdai; Rimai ir nerimai. — Ryga, 1915. — 136 p.
- Alegorijų vaizdai. — Petrapilis, 1916. — 136 p.
- Lietuvos «žodis»: šių dienų apsakymėlis. — Petrapilis, 1916. — 64 p.
- Vanduo ir oras. — Petrapilis, 1917. — 31 p.
- Pragiedruliai: [2 kn] («Проблески»). — Vilnius: Švyturys, 1918—1920.
- Aplink Baltiją: kas jau yra pajūryje ir kas dar norėtų ten būti. — Vilnius: Švyturys, 1919. — 95 p.
- Tiesiant kelią Lietuvos nepriklausomybei, 1916–1917 m. — Vilnius, 1919. — 40 p.
- Jaunam veikėjui: 20 feljetonų. — Kaunas, 1925. — 151 p.
- Kanauninkas Petras Legeckas ir jo gyvenimo nuotykiai. — Marijampolė, 1930. — 43 p.
- Pragieduliai: vaizdai kovos dėl kultūros: 4t. («Проблески»). — Kaunas, 1942—1944.
- Dėdės ir dėdienės («Дяди и тетки»). — Kaunas: Valst. grož. lit. l-kla, 1945. — 124 p.
- Vaizdai. — [Kaunas]: Valst. grož. lit. l-kla, 1947. — 582 p.
- Pragiedruliai: 3t. — Kassel-Mattenberg: Aistia, 1948.
- Dėdės ir dėdienės. — Kassel-Mattenberg: Aistia, 1949. — 175 p.
- [Rinktinė]. — Kaunas: Valst. ped. lit. l-kla, 1956. (Mokinio biblioteka).
- Dėdės ir dėdienės. — Vilnius: Valst. grož. lit. l-kla, 1963. — 99 p.
- Dėdės ir dėdienės. — Kaunas: Šviesa, 1967. — 95 p. (Mokinio biblioteka).
- Rimai ir Nerimai. — Chicago, 1969. — 55 p.
- Pragiedruliai: vaizdai kovos dėl kultūros: 2 d. — Vilnius: Vaga, 1969.
- Valiulio pasaka: [apsakymai]. — Vilnius: Vaga, 1969. — 240 p.
- Tiesiant kelią Lietuvos nepriklausomybei, 1916–1917 m. — Chicago: Ped. Lituanistikos inst., 1969. — 40 p.
- Mikutis gamtininkas. — Vilnius: Vaga, 1972. — 111 p.
- Dėdės ir dėdienės; Nebylys; Rimai ir Nerimai: apysakos. — Vilnius: Vaga, 1974. — 236 p.
- Dėdės ir dėdienės: apysaka. — Kaunas: Šviesa, 1978. — 95 p. (Mokinio biblioteka).
- Valiulio pasaka: [apsakymai]. — Vilnius: Vaga, 1978. — 288 p.
- Rimai ir Nerimai: apysakos ir apsakymai. — Vilnius: Vaga, 1979. — 421 p.
- Napalys darbus dirba. — Vilnius: Vaga, 1983. — 31 p.
- Apysakos, apsakymai, vaizdai. — Kaunas: Šviesa, 1984. — 368 p.
- Pragiedruliai: vaizdai kovos dėl kultūros. — Vilnius: Vaga, 1989. — 652 p.
- Nebylys. — Vilnius: Vaga, 1995. — 124 p.
- Mikutis gamtininkas. — Kaunas: Spindulys, 1997. — 136 p.
- Laiškai Klimams. — Vilnius: Lietuvių literatūros ir tautosakos inst., 1998. — 453 p.
- Dėdės ir dėdienės; Nebylys. — Vilnius: Baltos lankos, 1998. — 189 p. (Skaitinių serija; 23).

Драматические произведения
- Scenos vaizdai: monologai ir dialogai. — Ryga, 1913. — 116 p.

Историко-литературные и критические работы
Переводы сочинений Ю. Тумаса на другие языки
- Вайжгантас. Дяди и тетки. — Вильнюс: Vaga, 1968. — 100 с.
- Vaižgantas. Sin at Easter and other stories. — New York, 1971.
- Vaižgantas. Onud ja tadid. — Tallinn: Eesti Raamat, 1985. — 256 p.
- Вайжгантас. Немой: повести. — Вильнюс: Vaga, 1988. — 350 c.
- Legendy Wileńskie: legendy Wileńskie spisali litewscy i polscy działacze sztuki i uczeni / Albert Wijuk Kojałowicz … [et al.]. — Vilnius, 1998.

## Память
В квартире, в которой писатель жил в 1920—1933 годах на улице Алексото в Каунасе, действует мемориальный музей — филиал Музея литовской литературы имени Майрониса. Имя Тумаса-Вайжгантаса носит улица в Вильнюсе (J. Tumo-Vaižganto gatvė). В 2019 году в связи со 150-летием рождения писателя и священника рядом с костёлом Витовта Великого открыт памятник (скульптор Гедиминас Пекурас), изображающий Тумаса-Вайжгантаса сидяшим на скамейке.